# 鄂崇荣
鄂崇荣（1975年2月—），男，土族，青海民和人，中华人民共和国政治人物。现任青海省社会科学院副院长，青海省政协民族和宗教委员会副主任。第十四届全国政协委员。